# Фудбалска репрезентација Авганистана
Фудбалска репрезентација Авганистана представља Авганистан у међународним фудбалским такмичењима и под контролом је Фудбалског савеза Авганистана.

## Успеси

### Светско првенство
- 1930—2002: Није учествовала
- 2006—2022: Није се квалификовала